# Dragomelj
Dragomelj je naselje z nekaj manj kot 1000 prebivalci v Občini Domžale, ki leži na obrobju Ljubljanske kotline na meji z gorenjsko regijo. Območje Dragomlja leži med posestvom Pšata na zahodu, Šentpavlom na vzhodu in Domžalami na severu. Na jugozahodu Dragomelj omejuje Podgorica pri Črnučah, na jugovzhodu vas Pšata, s katero tvori Krajevno skupnost Dragomelj - Pšata, del Male Loke ter Mavenče.
Območje Dragomlja obsega nižinski svet, skozenj tečeta dva potoka oz. vodotoka: Gobovšek in potok/reka Pšata. Tla so zgrajena iz dokaj rodovitne prsti in zato primerna za poljedelstvo.

## Zgodovina
Novejše arheološke najdbe pričajo o naselitvi na območju Dragomlja že v prazgodovini, v mlajši kameni dobi, starejše bronasti in rimski dobi kot tudi zgodnji srednejveški naselitvi. Med najpomembnejši najdbi sodita dva kovinska zaklada - depoja sestavljena iz bakrenih in bronastih polizdelkov ter ostanki dveh odkritih slovanskih hiš, ki sodita med najbolj redke najdbe-
Med široko paleto najdb se nahaja tudi bronasta sekira, našli pa so tudi odlitke, posodo za odlitke, amfore, strešnike ter tudi nekaj okostja, kar si arheologi razlagajo s tem, da naj bi bilo tu staroslovansko pokopališče domnevno že v 10. stoletju. Pri izkopu zemlje za gradnjo hiš so naleteli tudi na tlak, kar priča o rimski naselbini.
Pisni viri, ki govorijo o obstoju Dragomlja in sosednjega Šentpavla, segajo v leto 1312, ko se prvič omenja dvor v Dragomlju, za Šentpavel pa v leto 1374, ko se omenja skupaj z dvorom v Dragomlju.

## Izvor imena vasi
Ime Dragomelj si nekateri razlagajo, kot »drag« v smislu bližnji, dragocen, ljub. Valvasor pa si ga je razlagal kot »draga«, kar pomeni log in pašo, česar je bilo v Dragomlju veliko.

## Grad in dvor v Dragomlju
Zgodovino Dragomlja zaznamujeta med drugim tudi grad in dvor. Grad, ki je ležal na desnem bregu reke Pšate, naj bi nastal v srednjem veku, kot dvori v Šentjakobu, Pšati in Mali Loki. Sprva naj bi bil dvor, kasneje pa postal grad. Prvič se omenja v letu 1312, ko je neka Eva, lastnica dvora, brez dedičev podarila dvor Nemškemu viteškemu redu. Valvasor, ki je Dragomelj poimenoval Drogembel, priča o pristnosti gradu, kot tudi dvora.
Julija 1528 so Turki pridrli v Dragomelj in ga opustošili. Grad je od takrat dalje le še propadal. V 19. stoletju pa naj bi še pogorel. Danes o gradu ni več sledu, kot tudi ne vzpetini, ki je pričal o gradu.
O dvoru Dragomelj, ki naj bi ob reki Pšati, je le malo znanega.

## Gospodarstvo
V vasi Dragomelj je bilo že od nekdaj razvito kmetijstvo, slamnikarsto, poljedelstvo poleg njega pa so bile in so še druge dejavnosti, čeprav nekatere že propadle, med drugim primerne tudi za razvoj turizma.

### Gostilne in trgovanje
Najstarejša gostilna v vasi je Burica. Deluje že tristo let. Poleg nje je bila včasih še gostilna Cajhen, ki je propadla. V isti zgradbi so gostilno odprli tudi Medvedovi, a jo kmalu zaprli. Blažičevo gostilno v središču so zaprli po prvi svetovni vojni. Ivan Grad jo je tudi skušal odpreti, a jo je tudi ta moral zapreti.
Prva trgovina v Dragomlju je imela nemško ime. Slovela je predvsem po prodaji piva. Trgovina Marička je delovala nekaj let a tudi ta propadla.
V Dragomlju je Vinko Setnikar odprl trgovino z orodjem in živili, ki so jo med prvo svetovno vojno izropali. Danes je na tem mestu Renault servis ter prodaja vozil.

### Mlekarska zadruga
Leta 1902 so v Dragomlju ustanovili Mlekarsko zadrugo Dragomelj. Nekaj let je zelo uspešno poslovala, a so jo zaprli, ker so kmetje doma posnemali mleko in mu dodajali vode.

### Pridelava žganja in kisa
Leta 1932 je Mirko Grad odprl podjetje, v katerem so kuhali likerje, žganja, razne sokove, zlasti malinovec. Žganje so kuhali predvsem iz sliv, ki so jih pripeljali iz Bosne.
Čez dve leti je Martin Sever odprl podjetje, v katerem je prideloval kis.

### Ribogojnici
Prvo ribogojnico je ustanovil Mirko Grad ob Pšati, kjer je gojil ščuke in krape. Ribogojnica je kljub dobremu poslovanju propadla.
V Dragomlju je bila še ena ribogojnica v lasti Svetozarja Hribarja, ki je delovala še vse do nedavnega. Žal gojenje rib zaradi znižanja ravni podtalnice in onesnaženosti ni več mogoča in se je tudi ta ribogojnica zaprla.

### Slamnikarstvo
Slamnikarstvo, značilno, bi mnogi rekli, le za Ribnico, je bila v preteklosti še kako značilno tudi za Dragomelj. Zaradi te dejavnosti, ki se je začela razvijati v 18.st., so mnoge kmetije propadale. A kljub vsemu je tudi samo slamnikarstvo po prvi svetovni vojni kmalu propadlo.

### Mlini
V začetku stoletja so bili v Dragomlju štirje mlini. Sedaj je dejaven le še eden.

### Ostale dejavnosti
Poleg navedenih dejavnosti so se danes razvite še mnoge druge, kot so frizerstvo, usnjarstvo, dve avtoličarstvi (eno v Dragomlju in eno v Šentpavlu), tri mizarstva, avtoprevozništvo, trgovina s čistili, fizioterapija, čolnarstvo in še kar nekaj bi jih lahko našteli.

## Kulturne ustanove
Kulturnih ustanov je malo. Med njih lahko štejemo cerkvico sv. Pavla v Šentpavlu ter cerkev sv. Petra na Pšati. V Dragomlju je le kapelica, ki je nastala po 1. svetovni vojni po zaslugi nekega partizana, ker se je iz vojne vrnil živ in zdrav. Kapelica je bila že obnovljena. Poleg nje je v vasi nova šola, ki je nadomestila staro manjšo šolo, v kateri je potekal pouk od 1. do 4. razreda.

## Rastlinstvo in živalstvo
V okolici uspeva močvirski tulipan, ki je zaščiten, a tudi vedno redkejši. Tu so različna drevesa kot smreke, jelke, hrasti - prevladujejo mešani gozdovi. Poleti tu uspevajo gozdne jagode, jeseni pa je veliko raznovrstnih gob, prevladujejo štorovke.
Živalstvo je pestro. Gozd je dom mnogim vrstam. Tu lahko najdemo zajce, srne, ki jih lahko srečamo predvsem pozimi v skupinah, ko se peljemo iz Domžal proti Dragomlju. V dragomeljskih gozdovih živi tudi fazan, a se ga iz leta v leto manj opazi. Najdemo pa tudi divjega petelina, za katerega je značilno, da je v obdobju parjenja najbolj ranljiv, saj ga v tem obdobju ne zanima nič drugega kot samo samica, ki jo privablja s svojim glasnim petjem. Poleg njega lahko vidimo lisice, polhe, miši, veverice; posebej spomladi pa so zelo opazne tudi ptice.

## ŠD Dragomelj - Pšata
Športno društvo Dragomelj - Pšata je bilo ustanovljeno leta 2001. Dejavnost članov pokriva organizacijo nogometnih, košarkarskih, namiznoteniških in šahovskih turnirjev, kot tudi pomoč ob organizaciji dogodkov na ravni krajevne skupnosti.